# Cucut (sèrie de televisió)
Cucut és una sèrie de televisió catalana creada per Isona Passola, escrita per Hèctor Hernández Vicens (coordinador), Anaïs Schaaff, Isaac Sastre, Ferran Folch, Mateu Adrover, Júlia Prats i Maite Carranza i dirigida per Laura Jou i Fernando Trullols. És un thriller que parteix de la pel·lícula La vida sense la Sara Amat (2019), basada al seu torn en la novel·la homònima de Pep Puig. Maria Morera i Biel Rossell reprenen els papers de Sara i de Pep que havien interpretat al film. La sèrie té cinc capítols de 50 minuts i es va estrenar el 28 de març del 2022 a TV3.

## Argument
Dos anys després dels fets de La vida sense la Sara Amat, el poble encara no sap res de la Sara. En Pep surt a buscar-la en un intent desesperat d'entendre com i per què va fugir del poble. Quan finament la troba s'adona que ella amaga un gran secret i decideix acompanyar-la.

## Repartiment

### Personatges principals
- Maria Morera com a Sara Amat Socarrats
- Biel Rossell com a Pep Balaguer
- Marc Martínez com a Fernando Monteagudo
- Isaac Alcayde com a Antonio Vidal
- Jordi Figueras com a Amat
- Anna Sabaté com a Carme
- David Bagés com a López
- Joan Amargós com a Rubio

### Personatges secundaris
- Lluís Febrer com a Cristian Vidal
- Àlvar Triay com a Pintado
- Carme Capdet com a Padrina Maria Rosa
- Oriol Cervera com a Joan Forner
- Adrià Salazar com a Pere Estevet
- Judit Martín com a Roser
- Mariona Pagès com a Amàlia Pastora
- Paula Vicente com a Glòria
- Lluís Altés com a Josep Marquès (Episodi 1)
- Carlos Reyes com a Nieto (Episodi 1)
- Marc Solé com a Adrià (Episodi 2 - Episodi ¿?)
- Adrián Núñez com a Toni Garcia (Episodi 2 - Episodi ¿?)
- Guim Puig com a David (Episodi 2 - Episodi ¿?)
- Alba Florejachs com a Magda (Episodi 2 - Episodi ¿?)

### Properes incorporacions
- Víctor Pi com a Ramon
- Alicia Orozco com a Teresa
- Cristina Genebat com a Madam
- Roser Batalla com a Lola
- Mar Pawlowsky com a Romi

## Llista d'episodis
| Núm. | Títol       | Direcció                      | Data d'emissió original | Espectadors (milions) | Quota de pantalla |
| ---- | ----------- | ----------------------------- | ----------------------- | --------------------- | ----------------- |
| 1    | «Capítol 1» | Laura Jou i Fernando Trullols | 28 de març de 2022      | 446.000               | 18,7%             |
| 2    | «Capítol 2» | Laura Jou i Fernando Trullols | 4 d'abril de 2022       | 335.000               | 13,5%             |
| 3    | «Capítol 3» | Laura Jou i Fernando Trullols | 11 d'abril de 2022      | 320.000               | 14,2%             |
| 4    | «Capítol 4» | Laura Jou i Fernando Trullols | 18 d'abril de 2022      | 197.000               | 9,2%              |
| 5    | «Capítol 5» | Laura Jou i Fernando Trullols | 25 d'abril de 2022      | 282.000               | 12,4%             |